# Давыденко, Юрий Станиславович
Юрий Станиславович Давыденко (4 мая 1936, Пружаны, Полесское воеводство, Польша — 1 ноября 1992, Херсон Украина) — тренер по академической гребле. Заслуженный тренер Казахстана (1968) и Украины (1979).
В 1970 году окончил Омскую школу тренеров (РСФСР. Работал тренером в школах высшего спортивного мастерства в г. Караганда (Казахстан) и с 1977 — в Херсоне.
Среди его известных воспитанников — В. Досенко, советский гребец, заслуженный мастер спорта, который выступал за сборную СССР по академической гребле в середине 1980-х — начале 1990-х годов, четырёхкратный чемпион мира, многократный победитель республиканских и всесоюзных регат, участник летних Олимпийских игр в Барселоне.